# Solens Rötter
Solens Rötter è il sesto album del gruppo svedese Folk metal Vintersorg. Il disco attraversa la prima e la seconda fase stilstica del progetto, ed è anche il primo da Ödemarkens son cantato interamente in lingua svedese.

## Tracce
1. Döpt I En Jökelsjö - 5.25
2. Perfektionisten - 4.17
3. Spirar och Gror - 6.32
4. Kosmosaik - 5.31
5. Idètemplet - 4.52
6. Naturens Mystär - 5.00
7. Att Bygga En Ruin - 5.29
8. Strålar - 5.10
9. Fråm Materia Till Ande - 5.48
10. Vad Aftonvindens Anding Viskar - 4.49

## Formazione
- Vintersorg (Andreas Hedlund) - voce, chitarra acustica ed elettrica, tastiere, organo Hammond
- Mattias Marklund - chitarra